# ويس بنتلي
ويس بنتلي (بالإنجليزية: Wes Bentley)‏ مواليد 4 سبتمبر 1978 في أركنساس، الولايات المتحدة، هو ممثل أمريكي معروف بدوره في American Beauty وThe Hunger Games.

## الأعمال

### أفلام
- جمال أمريكي
- غوست رايدر
- جونا هيكس
- الصحوة
- مباريات الجوع
- لوفلاس
- المهمة المستحيلة: تسقط

## روابط خارجية
- ويس بنتلي على موقع IMDb (الإنجليزية)
- ويس بنتلي على موقع روتن توميتوز (الإنجليزية)
- ويس بنتلي على موقع ألو سيني (الفرنسية)
- ويس بنتلي على موقع تيرنر كلاسيك موفيز (الإنجليزية)
- ويس بنتلي على موقع أول موفي (الإنجليزية)
- ويس بنتلي على موقع قاعدة بيانات الأفلام السويدية (السويدية)
- ويس بنتلي على موقع إن إن دي بي (الإنجليزية)
- ويس بنتلي على موقع ديسكوغز (الإنجليزية)
- ويس بنتلي على موقع قاعدة بيانات الفيلم (الإنجليزية)
- ويس بنتلي على موقع كينوبويسك (الروسية)